# Estanislao Courrande
Estanislao Courrande (Stanislas Courrande, Couraud, Courand o Courrant, conocido también como "Corro") fue un corsario de origen francés que participó en acciones navales en el Río de la Plata a comienzos del siglo XIX. 
En 1803 recibió patente de corso en Montevideo, desde donde operó contra buques de bandera británica en la costa occidental de África.
Constan registros de que el 23 de junio de 1805 partió del puerto de Montevideo al mando de la corbeta Dolores, alias La Reparadora y capturó cuatro fragatas inglesas destinadas al tráfico de esclavos cerca de las costas africanas.
Participó en las acciones contra las Invasiones Inglesas de 1806 y 1807 y al producirse la Revolución de Mayo de 1810 adhirió al nuevo régimen. 
Al iniciarse los trabajos destinados a la conformación de una escuadrilla revolucionaria, el comisionado por la junta, Juan Larrea dispuso por orden del 3 de diciembre de 1810 que "el gobierno ha resuelto que Estanislao Couraud inspeccione y de cuenta del estado de los buques que se han armado y, para que pueda verificarlo, los comandantes de ellos le facilitaran cuanto sea conducente".
Couraud tenía además de la inspección el mando directo del bergantín Hiena (o Queche), la mejor nave de la pequeña escuadra. 
En 1811 se nombró a Francisco Gurruchaga como comisionado de la Junta para los asuntos de marina en reemplazo de Larrea y a Benito Goyena como Comandante de Marina.
En un recibo firmado el 18 de septiembre de 1811 por la recepción de 663 pesos corrientes en concepto de haberes, se lo titula "Comandante de las Fuerzas Marítimas de este Apostadero".
No obstante ese recibo correspondía a una liquidación por baja dado que ese día se dispuso el cese de todos los oficiales de marina con servicio en los buques de guerra. 
Courrande pidió ese mismo día su pase al ejército en calidad de ingeniero, lo que le fue negado. 
En 1814 se iniciaron los trabajos destinados a levantar una nueva escuadra revolucionaria y Estanislao Courrande aportó su experiencia al momento de decidir la compra y el alistamiento de los barcos, tarea encargada nuevamente a Juan Larrea y a Guillermo Pío White. 
En sólo dos meses se armó la escuadrilla y alistaron las tripulaciones, compuesta en su oficialidad y marinería principalmente por extranjeros. La cuestión del mando fue motivo de debate. Los principales candidatos eran el teniente coronel norteamericano Benjamin Franklin Seaver, comandante de la goleta Juliet y apadrinado por su compatriota Pío White, el irlandés Guillermo Brown y el mismo Estanislao Courrande.
La decisión finalmente recayó en Brown, en parte por su carácter y en mayor medida por el ascendiente que tenía sobre la oficialidad y marinería principalmente irlandesa. 
Tras la decisión, Courrande se sumó a la nueva escuadra nacional y luchó en la Campaña Naval de 1814, estando presente en el Combate de Martín García y en el posterior combate de Montevideo.